# Ludwig Scotty
Ludwig Derangadage Scotty (Anabar, 20 giugno 1948) è un politico nauruano.
Ha ricoperto la carica di Presidente della Repubblica dal 29 maggio 2003 all'8 agosto 2003, poi dal 22 giugno 2004 fino al 19 dicembre 2007 quando è stato rimosso dall'incarico con una mozione di sfiducia.
Scotty è nato e cresciuto ad Anabar, una città nel nord di Nauru, ha frequentato la scuola secondaria dal 1960 fino al 1964 e ha studiato giurisprudenza presso l'Università del Sud Pacifico a Suva, capitale delle Figi.
Da novembre 2010 è presidente del parlamento di Nauru.